# Wolseley Buttress
Wolseley Buttress ist ein 1700 m hohes Felsmassiv im westantarktischen Grahamland. Es ragt am Südrand des Detroit-Plateau auf und flankiert den Westrand des Albone-Gletschers.
Der Falkland Islands Dependencies Survey erfasste es kartografisch von 1960 bis 1961. Das UK Antarctic Place-Names Committee benannte es 1964 nach der Wolseley Tool and Motor Car Company, die zwischen 1908 und 1910 den Motorschlittentyp entwickelte, der bei der Terra-Nova-Expedition (1910–1913) unter der Leitung des britischen Polarforschers Robert Falcon Scott zum Einsatz kam.